# ミハルカス
ミハルカスは、日本の競走馬。中央競馬で重賞のダイヤモンドステークス・オールカマーを優勝した。
1965年（昭和40年）に行われた第10回有馬記念のレース終盤において、シンザンとともに観客席の視界から消えるほど外側を走行し、観客を騒然とさせたことで知られている。

## 経歴

### デビュー時
ミハルカスは1960年（昭和35年）4月、千葉県の千葉社台牧場で生まれた。調教師の小西喜蔵が尾形藤吉との争奪戦に勝って入厩させた期待馬であったが身体が弱く、脚部不安が原因でデビューの予定は度々延期となった。4歳になったばかりの1963年（昭和38年）1月、中山競馬場で行われた新馬戦でデビューしたものの、メイズイの7着に敗れた。当時、脚部不安の競走馬に対しては焼烙を行うのが一般的であったが、小西は馬が可哀相だという理由でこれを採用せず、患部を冷やしながら休み休みレースに出走させた。

### 本格化
1964年（昭和39年）の夏頃から脚部不安が改善し始め、コンスタントに出走することができるようになった。同年11月から12月にかけて条件戦を4連勝し、翌1965年（昭和40年）1月には重賞のアメリカジョッキークラブカップに出走。ここでは10着に敗れたものの、4月のダイヤモンドステークスで菅原泰夫が騎乗し、初めて重賞を勝った。この年のシーズン後半には当時の中央競馬トップの競走馬と対戦するようになり、10月のオールカマーでは加賀武見に乗り替わり、前年の天皇賞（秋）や有馬記念を勝ったヤマトキヨウダイらを下し優勝した。
11月には天皇賞（秋）に出走し、加賀が向こう正面で後続を30馬身以上引き離す大逃げの戦法をとって3着に粘り、場内を沸かせた。優勝したのは三冠馬シンザンであったが、ミハルカスに騎乗した加賀は前走の目黒記念の結果から正攻法ではシンザンには勝てないと判断し、「なんとか一矢報いたい」という気持ちから大逃げを打ったと後に証言している。しかしシンザンの厩務員を務めた中尾謙太郎によると、シンザン陣営には「どんなレースでも、なにが来ても負けん」という自信があったという。

### 第10回有馬記念
天皇賞（秋）の後、ミハルカス陣営は第10回有馬記念への出走を決めた。天皇賞終了時は翌春の戴冠に向けての充電に当てたかったため、参加の予定はなく加賀はフリーであった。その為、有馬記念の前週にシンザンの主戦騎手であった栗田勝がシンザンの管理方針を巡る武田との対立から調整ルームを抜け出して酒をあおり、急性の疾患（急性胃腸カタルまたは急性アルコール中毒）を起こして病院に搬送されるという不祥事を起こした際、シンザンの管理調教師である武田文吾は栗田をシンザンから降板させることを決定し、加賀の師匠である阿部正太郎を介して加賀に代役を依頼する事となった。ところが、この話を巡ってミハルカスの管理調教師である小西と阿部との間に対立が生じ、小西が休養予定を変更しミハルカス有馬出走を決め、加賀もシンザン騎乗よりもシンザン打倒を選んだことで話は頓挫。結局、シンザンには栗田の兄弟子である松本善登が騎乗する事となった。
有馬記念当日は内側の馬場状態が悪く、加賀はミハルカスを外側に誘導して逃げた。第4コーナーで加賀は「直線も中途半端じゃない外に出よう」と決断し、「ほとんど斜行と言ってもいいくらいの角度」でミハルカスを外側へ誘導した。ここでシンザンがミハルカスのさらに外へ進路をとりつつ加速した。加賀にはシンザンがミハルカスよりも内側を通るという予測があり、それによって馬場状態の悪い部分を走ったシンザンの体力が幾分か消耗することを期待していたが、シンザンの動きは予想外のものであったと振り返っている。この時、観客席からは2頭が視界から消えたように見えた。とくにシンザンについてはラチ沿いの溝に落ちたのではないかという観測が生まれ、観客は騒然となった。シンザンの姿はテレビカメラでもとらえられなくなり、「消えた」と実況された。しかし加賀によると実際にはこの時、ミハルカスの外にはおよそ2頭分のスペースが残されており、シンザンが溝に落下することは絶対にあり得なかったという。直線でミハルカスはシンザンに交わされ2着に敗れた。

### その後
第10回有馬記念の後、ミハルカスは9回レースに出走したが勝利を挙げることはできず、1967年（昭和42年）1月3日の金杯（東）を最後に競走馬を引退した。種牡馬として日本中央競馬会に購入されたが牝馬と交配する能力のないことが判明。日本中央競馬会が運営する宇都宮育成牧場で能力蘇生が図られたが功を奏せず、1972年（昭和47年）に種牡馬廃用となった。ミハルカスはそのまま16年にわたり宇都宮育成牧場で繋養された。1984年（昭和59年）に乗馬クラブに引きとられて以降の消息は不明である。

## 血統表
| ミハルカスの血統ボワルセル系（セントサイモン系） / Blandford3×4=18.75% Gallorette5×5=6.25% White Eagle 5×5=6.25% | ミハルカスの血統ボワルセル系（セントサイモン系） / Blandford3×4=18.75% Gallorette5×5=6.25% White Eagle 5×5=6.25% | ミハルカスの血統ボワルセル系（セントサイモン系） / Blandford3×4=18.75% Gallorette5×5=6.25% White Eagle 5×5=6.25% | （血統表の出典）     | （血統表の出典） |
| 父 *ヒンドスタン Hindostan 1946 黒鹿毛                                                                           | 父の父Bois Roussel 1935 黒鹿毛                                                                                   | Vatout | Prince Chimay        | Prince Chimay    |
| 父 *ヒンドスタン Hindostan 1946 黒鹿毛                                                                           | 父の父Bois Roussel 1935 黒鹿毛                                                                                   | Vatout | Vasthi               |                  |
| 父 *ヒンドスタン Hindostan 1946 黒鹿毛                                                                           | 父の父Bois Roussel 1935 黒鹿毛                                                                                   | Plucky Liege | Spearmint            | Spearmint        |
| 父 *ヒンドスタン Hindostan 1946 黒鹿毛                                                                           | 父の父Bois Roussel 1935 黒鹿毛                                                                                   | Plucky Liege | Concertina           |                  |
| 父 *ヒンドスタン Hindostan 1946 黒鹿毛                                                                           | 父の母Sonibai 1939 鹿毛                                                                                          | Solario | Gainsborough         | Gainsborough     |
| 父 *ヒンドスタン Hindostan 1946 黒鹿毛                                                                           | 父の母Sonibai 1939 鹿毛                                                                                          | Solario | Sun Worship          |                  |
| 父 *ヒンドスタン Hindostan 1946 黒鹿毛                                                                           | 父の母Sonibai 1939 鹿毛                                                                                          | Udanipur | Blandford            | Blandford        |
| 父 *ヒンドスタン Hindostan 1946 黒鹿毛                                                                           | 父の母Sonibai 1939 鹿毛                                                                                          | Udanipur | Uganda               |                  |
| 母 第弐ハレルヤ 1943 鹿毛                                                                                        | 母の父*ステーツマン Primero 1930 黒鹿毛                                                                          | Blandford | Swynford             | Swynford         |
| 母 第弐ハレルヤ 1943 鹿毛                                                                                        | 母の父*ステーツマン Primero 1930 黒鹿毛                                                                          | Blandford | Blanche              |                  |
| 母 第弐ハレルヤ 1943 鹿毛                                                                                        | 母の父*ステーツマン Primero 1930 黒鹿毛                                                                          | Dail | Land League          | Land League      |
| 母 第弐ハレルヤ 1943 鹿毛                                                                                        | 母の父*ステーツマン Primero 1930 黒鹿毛                                                                          | Dail | Discourse            |                  |
| 母 第弐ハレルヤ 1943 鹿毛                                                                                        | 母の母カムフオーコウホート 1936 鹿毛                                                                             | Cohort | Grand Parade         | Grand Parade     |
| 母 第弐ハレルヤ 1943 鹿毛                                                                                        | 母の母カムフオーコウホート 1936 鹿毛                                                                             | Cohort | Tetrabbazia          |                  |
| 母 第弐ハレルヤ 1943 鹿毛                                                                                        | 母の母カムフオーコウホート 1936 鹿毛                                                                             | *カムフオーダブル                                                                                                | Donnacona            | Donnacona        |
| 母 第弐ハレルヤ 1943 鹿毛                                                                                        | 母の母カムフオーコウホート 1936 鹿毛                                                                             | *カムフオーダブル                                                                                                | Rocking Chair F-No.4 |                  |

半兄に菊花賞優勝馬のラプソデーがいる。